# 小鷹卓也
小鷹 卓也（おだか たくや、1955年5月25日 - ）は、埼玉県比企郡鳩山村（現：鳩山町）出身の元プロ野球選手（投手）。

## 来歴・人物
飯能高校では、エースとして1972年秋季関東大会県予選決勝に進出するが、大宮高に惜敗。翌1973年春季関東大会県予選でも準決勝に進み、熊谷商の鎗田英男（法大－日本石油）と投げ合うが延長13回敗退。この大会では1回戦で所沢商からノーヒットノーランを達成。同年夏の甲子園県予選でも準決勝で川越工に敗れる。この大会でも3回戦で蕨高を相手に2度目のノーヒットノーランを達成している。
1973年のドラフト会議でロッテオリオンズから2位指名を受け入団。1978年に一軍初登板、しかし1軍で登板したのはこの1試合のみでその後は結果を残せず1981年限りで引退した。
左オーバースローの本格派で大きな縦のカーブを武器とした。プロ入り後は球威不足が目立ち、左腕特有の右打者のヒザ元に食い込む球のキレもなかった。また制球難で自滅するケースも多かった。

## 詳細情報

### 年度別投手成績
| 年 度     | 球 団     | 登 板 | 先 発 | 完 投 | 完 封 | 無 四 球 | 勝 利 | 敗 戦 | セ 丨 ブ | ホ 丨 ル ド | 勝 率 | 打 者 | 投 球 回 | 被 安 打 | 被 本 塁 打 | 与 四 球 | 敬 遠 | 与 死 球 | 奪 三 振 | 暴 投 | ボ 丨 ク | 失 点 | 自 責 点 | 防 御 率 | W H I P |
| --------- | --------- | ----- | ----- | ----- | ----- | -------- | ----- | ----- | -------- | ----------- | ----- | ----- | -------- | -------- | ----------- | -------- | ----- | -------- | -------- | ----- | -------- | ----- | -------- | -------- | ------- |
| 1978      | ロッテ    | 1     | 0     | 0     | 0     | 0        | 0     | 0     | 0        | --          | ----  | 5     | 1.0      | 1        | 1           | 1        | 0     | 0        | 1        | 0     | 0        | 2     | 2        | 18.00    | 2.00    |
| 通算：1年 | 通算：1年 | 1     | 0     | 0     | 0     | 0        | 0     | 0     | 0        | --          | ----  | 5     | 1.0      | 1        | 1           | 1        | 0     | 0        | 1        | 0     | 0        | 2     | 2        | 18.00    | 2.00    |

### 記録
- 初登板：1978年8月10日、対南海ホークス後期5回戦（川崎球場）、9回表に5番手で救援登板・完了、1回2失点
- 初奪三振：同上、9回表に河埜敬幸から

### 背番号
- 21 （1974年 - 1978年）
- 36 （1979年 - 1981年）